# Hyla simplex
Hyla simplex is een kikker uit de familie boomkikkers (Hylidae). De soort werd voor het eerst wetenschappelijk beschreven door Oskar Boettger in 1901. Later werd de wetenschappelijke naam Hyla chinensis var. simplex gebruikt.

## Verspreiding en leefgebied
Deze soort komt voor in China en Vietnam. Het is een bewoner van bergbossen zoals bamboebossen. Hyla simplex plant zich zowel in natuurlijke wateren voort zoal als poelen maar gebruikt ook door de mens aangepaste omgevingen zoals rijstvelden. De kikker wordt aangetroffen op een hoogte van 400 tot 900 meter boven zeeniveau.